# ناحیه‌های پاپوآ گینه نو

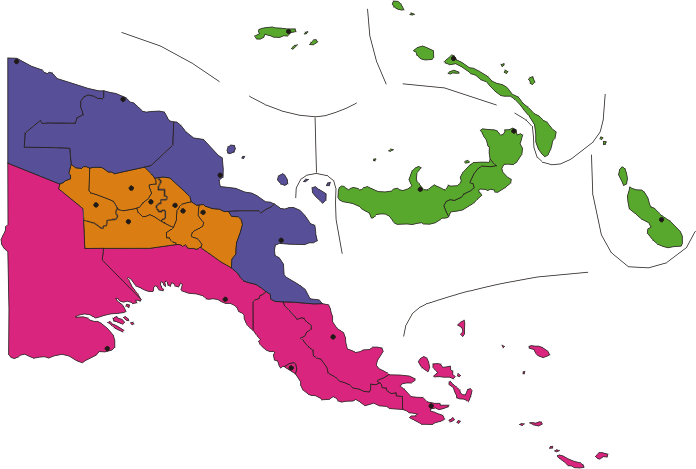
ناحیه ارتفاعات
ناحیه جزایر
ناحیه موماسه
ناحیه پاپوآ

بزرگترین واحد در تقسیمات کشوری پاپوآ گینه نو ، ناحیه می‌باشد. در حالیکه بالاترین واحد تقسیمات کشوری استانها می‌باشند و معمولاً شهرها و فرمانداری‌های محلی و منطقهها بر اساس استان‌ها دسته بندی می‌شوند، با این وجود ناحیه‌های جغرافیایی نیز در زندگی روزمره مردم پاپوآ گینه نو از اهمیت خاص و بالایی برخوردار هستند. این ۴ ناحیه ، اساس فعالیت‌هایی چون برنامه‌ریزی خدمات دولتی (مثل پلیس)، مسابقات ورزشی، انتخابات سیاسی و ... به‌شمار می روند.

## ناحیه‌ها
- ناحیه ارتفاعات : که شامل استان‌های چیمبو ، ارتفاعات شرقی ، انگا ، هلا ، جیواکا ، ارتفاعات جنوبی و ارتفاعات غربی می‌شود.
- ناحیه جزایر : که شامل استان‌های بریتانیای نو شرقی ، مانوس ، ایرلند نو ، سلیمان شمالی(بوگاینویل) و بریتانیای نو غربی می‌شود.
- ناحیه موماسه : که شامل استان‌های سپیک شرقی ، مادانگ ، موروبه و سپیک غربی(سانداون) می‌شود.
- ناحیه پاپوآ : که شامل استان‌های مرکزی ، خلیج ، خلیج میلنه ، استان شمالی(اورو) ، استان غربی(فلای) و منطقه پایتخت می‌شود.